# Jean de Lamberville
Jean de Lamberville (27. prosince 1633 – 10. února 1714) byl členem Tovaryšstva Ježíšova a misionářem mezi indiány na pomezí Nové Francie.

## Život
Vystudoval jezuitskou kolej v Rouenu a od roku 1656 působil v Paříži, kde vyučoval gramatiku a humanitní vědy. V roce 1669 byl vybrán jako misionář k domorodcům v Severní Americe a ještě téhož roku dorazil do Nové Francie. Působil mezi Onondagy, což byl jeden z pěti kmenů Irokézské ligy. Jeho misie se nazývala Saint-Jean Baptiste a nacházela se v osadě Onondaga. Svou misii provozoval až do roku 1687. Při svém misijním působení zaznamenal několik úspěchů. Kromě toho, že za těch 18 let pokřtil stovky domorodců, převážně na smrtelné posteli, dařilo se mu udržovat důležité diplomatické kontakty s profrancouzskou či neutrální frakcí mezi Onondagy. Jeho hlavním spojencem byl náčelník Daniel Garakontié. Mezi domorodci byl oblíben především pro své léčitelské schopnosti a jako spojka pro komunikaci s Francouzi. V 80. letech rostlo napětí mezi Novou Francií a Irokézi a jezuitští misionáři postupně od kmenů ligy odcházeli. Jean de Lamberville byl poslední, který odešel předtím, než začala válka. Lamberville pak nějakou dobu působil jako kaplan v pevnosti Cataracoui (Fort Frontenac). Posléze byl svým nadřízeným poslán zpět do Francie a ačkoliv žádal o povolení k návratu do Kanady, nebylo mu to umožněno. V roce 1714 v Paříži zemřel.